# Hippodrome de la Durance
L'hippodrome de la Durance se situe à Cavaillon dans le Vaucluse. Il est géré par la Société hippique de Cavaillon.
Une dizaine de réunions s'y tiennent chaque année de mai à novembre.

## Historique
La création de la Société hippique de Cavaillon date de 1859, à l'initiatives de quelques notables fortunés de la ville, dont Alfred de Bonfils, puis Jean Duckers. L'hippodrome est installé en bord de Durance grâce à l'aménagement de digues. Les premières courses officielles ont lieu le 4 septembre 1861. Après des premiers réaménagements, en 1881 et 1891, le terrain est agrandi entre 1910 et 1912, la piste est rallongée de 300 mètres.
Après la Première Guerre mondiale, en 1920, la société hippique renait sous la présidence d'Auguste Jouve. Dans les années 1930, le Grand Prix de Cavaillon devient un évènement sportif et mondain de premier plan. La Seconde guerre mondiale met un arrêt aux activités hippiques du site, avec notamment une occupation par les troupes allemandes, de novembre 1943 à août 1944. Durant cette période, en 1941, la municipalité de Cavaillon envisage un nouveau projet pour le site, en vue de le transformer en " plaine des sports ", avec football, rugby, tennis, natation.
À partir de la fin de la Seconde Guerre mondiale, l'hippodrome es remis dans sa configuration originale, sous la présidence de Louis Delaye. Dans les années 1950, la fermeture de 3 hippodromes de la région (Orange, dans le Vaucluse et Châteaurenard et Cabannes, dans les Bouches-du-Rhône) permet à Cavaillon de reprendre de la vigueur. Durant es années 1970, des améliorations, tant sur la piste que sur les aménagements de boxes, sont apportées, parallèlement à la création des premiers terrains de rugby et de football. Afin de proposer une utilisation nocturne du site, tant hippique que sportive, le site se voit doté d'un éclairage électrique, dans les années 1980.

### liste des différents présidents de la société hippique de la Durance
- Alfred de Bonfils
- Jean Duckers
- Auguste Jouve
- Marcel Liffran
- Louis Delaye
- Étienne Accarie

## Courses
Trois types de courses sont organisées : plat et trot attelé, Trot monté.

## Caractéristiques
Piste corde droite en herbe et en sable pouzzolane.
Piste de 1 240m, dont une ligne droite de 300 m devant les tribunes.
Distances pour le trop : 1 160m.
Distances pour le galop : 1 320m.